# Castillo de Buda
El castillo o palacio de Buda (en húngaro: Budai Vár; en alemán: Burgpalast) es la residencia histórica de los reyes húngaros en Budapest, Hungría. En el pasado también fue llamado Palacio Real (en húngaro: Király-Palota) y Castillo Real (en húngaro: Királyi Vár; en alemán: Königliche Burg).
El castillo se construyó en estilo tardogótico durante el siglo XIV en el extremo sur de la colina donde se halla actualmente, cerca del Distrito del castillo (Várnegyed), que es famoso por las casas y edificios públicos medievales, barrocos y del siglo XIX.
El castillo fue completamente reconstruido a mediados del siglo XVIII (1748-1769) en estilo tardobarroco, como símbolo del dominio de los Habsburgo sobre la Hungría recuperada al Imperio otomano. La extensión actual del edificio data, sin embargo, de la segunda mitad del siglo XIX cuando su superficie fue duplicada por Miklós Ybl y Alajos Hauszmann en un pomposo estilo neobarroco. El castillo resultante, terminado solo en 1904, se convirtió en una de las residencias reales más extensas y monumentales de Europa.
Como consecuencia de su posición dominante sobre la ciudad, el Castillo Real fue seriamente dañado durante el sitio de Budapest al final de la Segunda Guerra Mundial. Aprovechando su estado semi ruinoso, el nuevo gobierno comunista húngaro empezó la reconstrucción del edificio en un severo estilo neoclásico. Las exuberantes decoraciones finiseculares y las diversas referencias a la monarquía habsbúrguica fueron eliminadas en pro de un estilo más neutro e ahistórico. En el interior, los antiguos aposentos reales dieron paso a amplias salas de exhibiciones. Diversas instituciones se asentaron en el viejo castillo como la Galería Nacional Húngara o el Museo de Historia de Budapest. Paralelamente, los jardines decimonónicos situados en el pendiente de la colina desaparecieron para permitir la recreación de las fortificaciones medievales.
El castillo de Buda forma parte del Patrimonio de la Humanidad de Budapest, declarado en 1987.

## Historia

### Evolución de la relevancia de Buda
Antiguamente, en el lugar donde se halla la ciudad actual de Budapest existía el poblado romano de Aquincum. A su alrededor comenzaron a surgir numerosos asentamientos, los cuales  fueron barridos tras la llegada de los hunos, los ávaros y posteriormente en 985 los húngaros. No se tiene certeza de los lugares precisos, pero tras la llegada de los húngaros a la cuenca de los Cárpatos, se estableció el asentamiento de Buda junto a la colina de Kelenföld, al lado del Danubio.
En el momento de la cristianización de los húngaros (casi un siglo después, en el año 1000), la ciudad donde se hallaba la corte era Esztergom, el lugar de nacimiento del primer rey húngaro san Esteban I de Hungría. Sin embargo, tras su muerte fue trasladada a la ciudad de Székesfehérvár, la cual había sido fundada en el 972 por el gran príncipe Géza de Hungría, padre de san Esteban I.
A mediados del siglo XIII, luego de la invasión tártara de 1241, el rey Bela IV de Hungría comenzó un proceso de reconstrucción de todas las fortalezas, reforzándolas con murallas de piedra y ordenando el levantamiento de cerca de un centenar de nuevos castillos. De esta forma, en 1244 ordenó la construcción de una fortaleza en Óbuda, en una posición cercana a la actual, que pronto se comenzó a poblar. A partir de entonces, los siguientes reyes húngaros pasarían mucho tiempo en esta nueva fortaleza, sin perder el contacto directo con Székesfehérvár. Andrés III de Hungría emitió documentos y residió permanentemente en Óbuda, donde falleció en 1301. De esta forma, la importancia estratégica, comercial y política de Buda continuó creciendo, hasta que durante el periodo de interregno de casi siete años tras la muerte de Andrés III, todos los pretendientes del trono procuraron habitar en esta ciudad, además de Esztergom y Székesfehérvár.
Luego de que se impusiese el pretendiente Carlos Roberto de Anjou-Sicilia, cuya coronación se llevó a cabo el 27 de agosto de 1310 en Széfeshérvár, Buda pasó a ser la residencia oficial del monarca húngaro y su corte.

### Buda, sede de la corte real

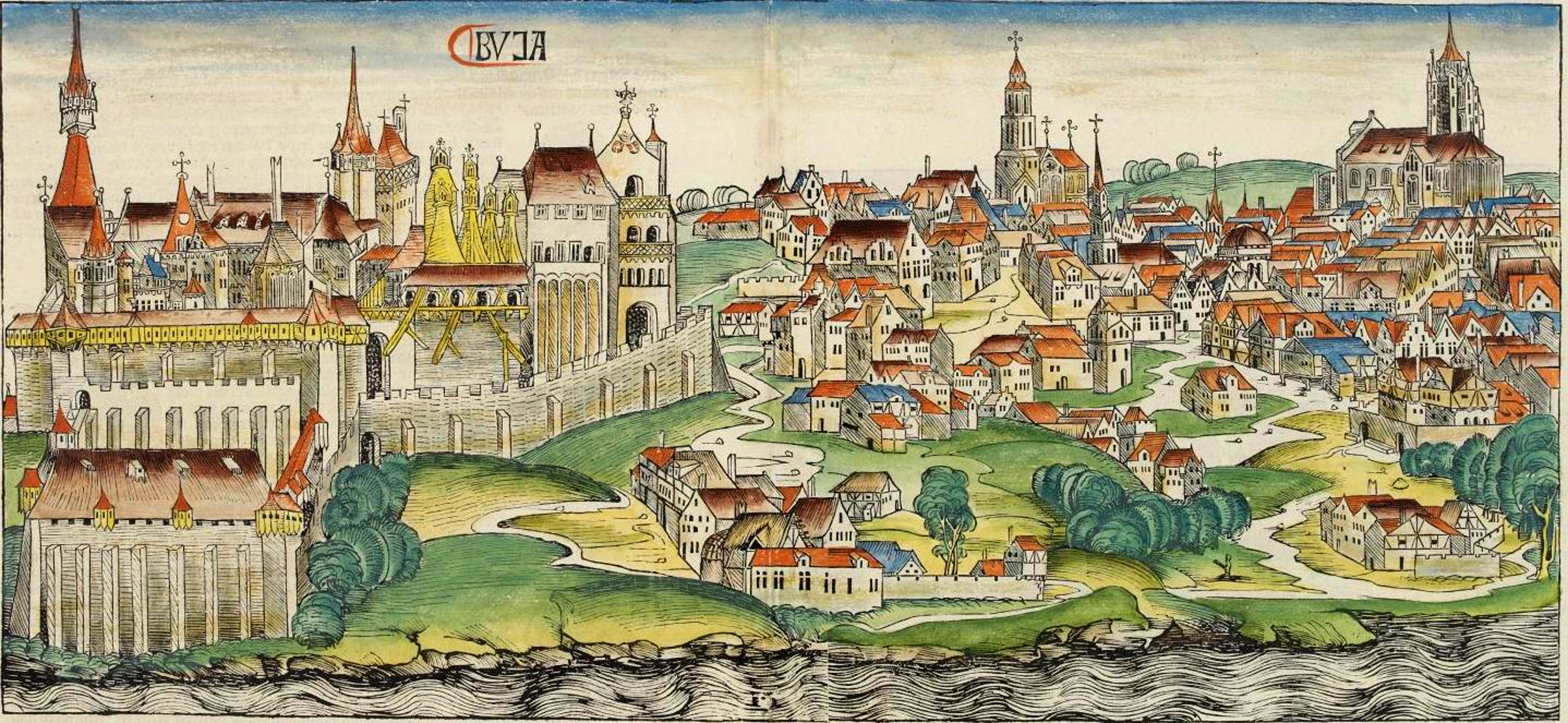
Vista del castillo de Buda en las Crónicas de Núremberg a finales del.

En las siguientes décadas, Carlos Roberto, y tras su muerte Luis I de Hungría realizaron reformas constantes al castillo de Buda. En esta ciudad se llevaron a cabo asambleas reales, justas y torneos, encuentros diplomáticos, y desde ella se regía el reino húngaro y todos los estados vasallos de éste desde los Balcanes a la Cuenca de los Cárpatos. El nivel de lujo del castillo de Buda aumentó progresivamente y en el siglo XIV y XV durante el reinado de Segismundo de Luxemburgo se llevaron a cabo las remodelaciones más significativas, trayendo materiales de construcción de Austria y Bohemia.

### El Renacimiento y la ocupación otomana

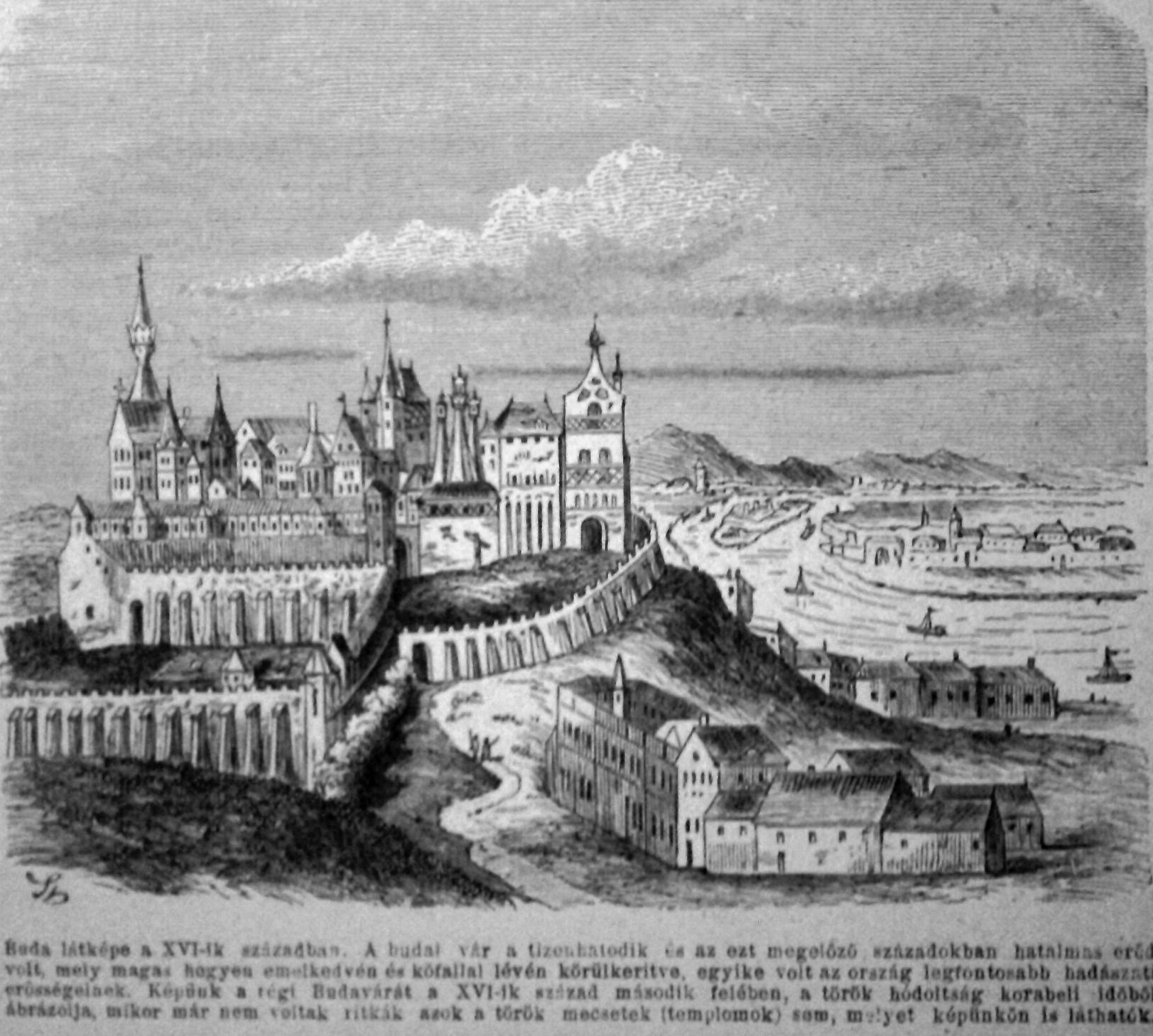
Grabado del castillo de Buda en el.

Fue durante la época del Renacimiento en el siglo XV, que Buda alcanzó su esplendor, cuando el rey húngaro Matías Corvino mejoró la obra de Segismundo de Luxemburgo y decoró las fachadas externas y los muros internos con detalles renacentistas. La iglesia de Matías fue reformada casi en su totalidad, conservando gran parte de sus rasgos góticos, pero aun así destacando entre las obras arquitectónicas contemporáneas. El castillo se pobló de músicos, escritores, pintores, astrónomos y humanistas  como es usual en las cortes del Renacimiento, y se convirtió en uno de los puntos de encuentro más importantes de  Europa Central y Oriental.
Tras la muerte de Matías continuó manteniendo su misma importancia, hasta que la historia húngara se vio modificada en 1526, cuando los otomanos derrotaron a sus ejércitos en la batalla de Mohács, y el rey Luis II de Hungría murió en combate. La corona húngara fue disputada por el voivoda de Transilvania,  el conde húngaro Juan I Szapolyai y por el príncipe germánico Fernando I de Habsburgo, haciéndose coronar los dos como reyes de Hungría.

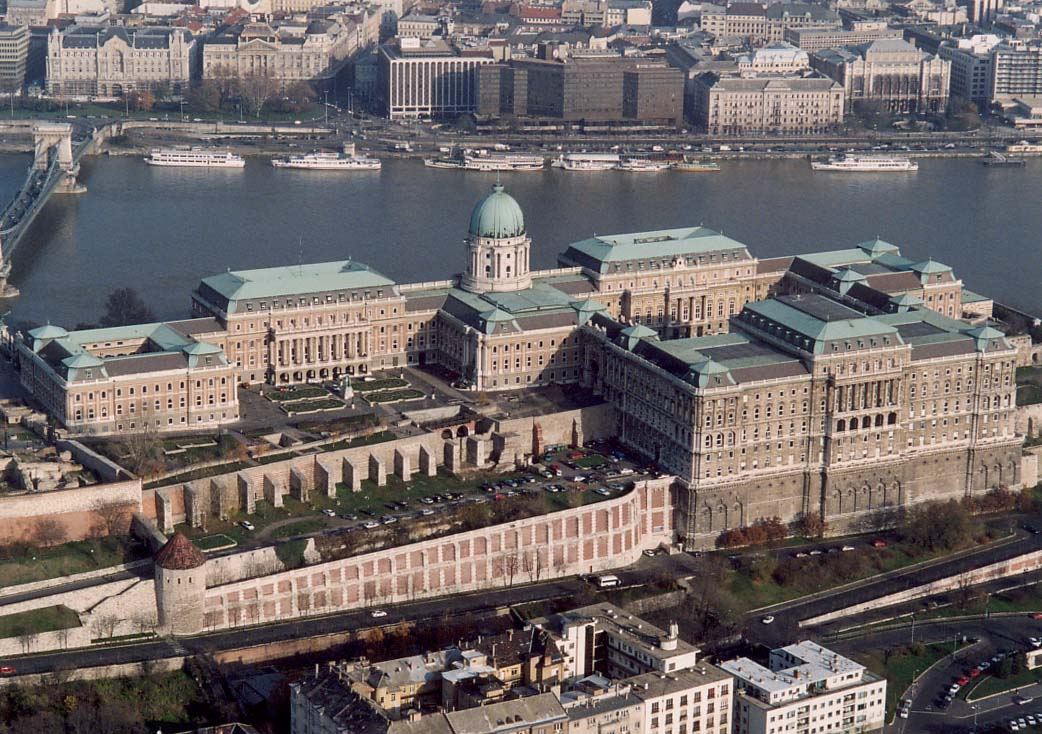
Vista aérea del castillo

Posteriormente, ambos firmaron un pacto secreto, según el cual Juan Szapolyai heredaba a Fernando, el cual sirvió de  pretexto al sultán  Solimán el Magnífico para invadir el país. En  1541  los ejércitos otomanos barrieron a la resistencia húngara y tomaron el castillo de Buda. La fortaleza se mantuvo entonces durante casi 160 años en manos de los turcos, quienes ocuparon la región central de Hungría, manteniendo al Principado de Transilvania como un Estado vasallo.

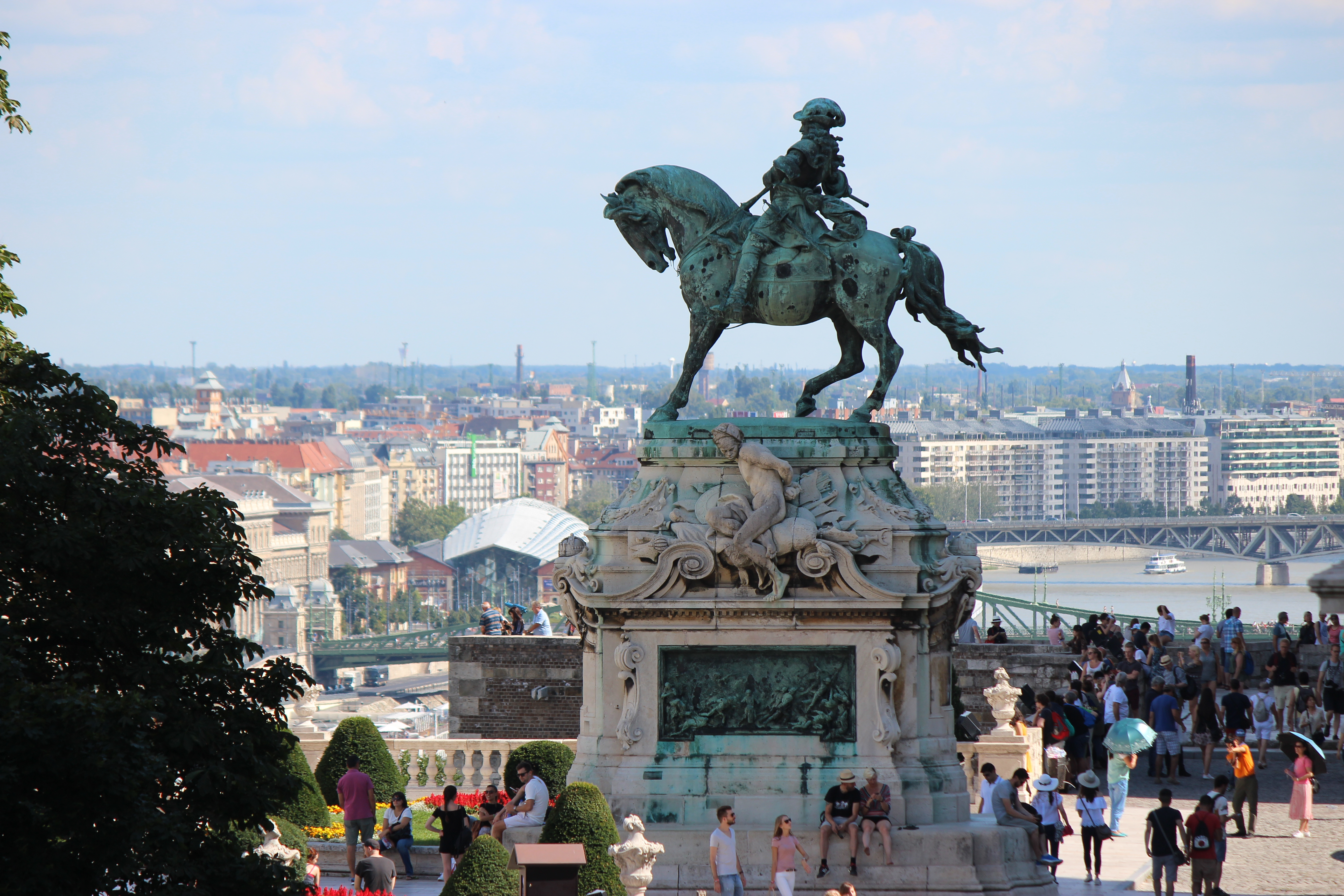
Estatua ecuestre del príncipe Eugenio de Saboya, liberador de Buda en 1686.

Luego de que el sultán intentase fallidamente tomar Viena en 1683, los ejércitos germánicos enviados por Leopoldo I de Habsburgo, rey húngaro y emperador germánico, se movilizaron sobre suelo húngaro en 1686 y lograron expulsar a los turcos del castillo de Buda. El reino húngaro se reunificó, y Buda continuó siendo la ciudad de mayor relevancia, sin embargo puesto que los gobernantes Habsburgo que tenían la corona húngara vivían en Viena, la corte del monarca continuó manteniéndose en dicha ciudad.

### La época moderna

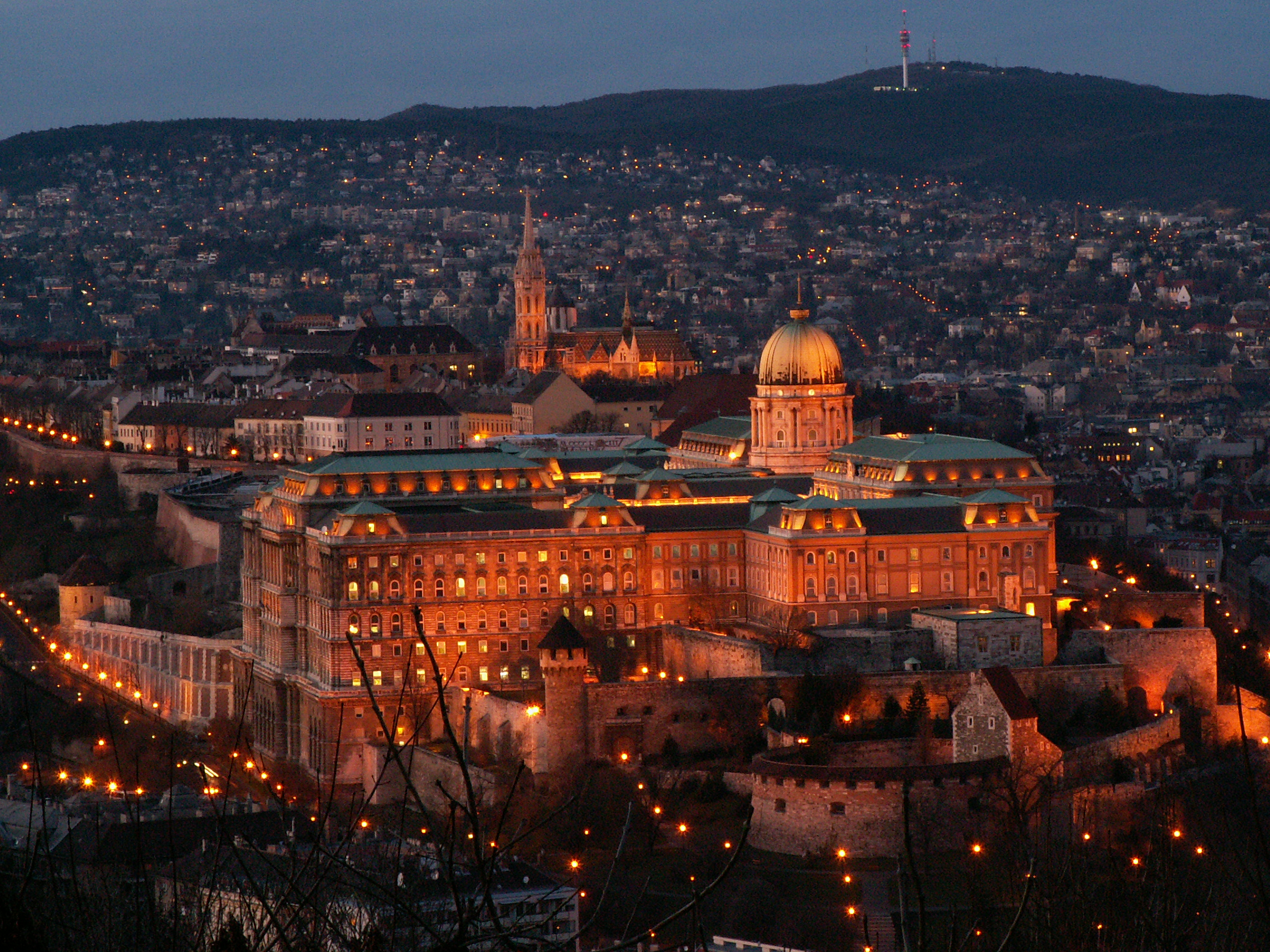
Vista nocturna del castillo

Tras la recuperación de la fortaleza y la ciudad de manos de los turcos, ésta fue reconstruida y restaurada en profundidad, puesto que numerosas murallas, edificios y torres habían sido reducidas a escombros por las balas de cañón en la Liberación de Buda. María Teresa I de Austria, Francisco José I y otros monarcas de la casa de los Habsburgo realizaron profundos cambios a través de los siglos, invirtiendo grandes cantidades de recursos y dinero en crear una residencia real en el castillo de Buda. En el siglo XIX, las remodelaciones y restauraciones fueron planeadas y conducidas, primero, por Miklós Ybl y posteriormente por Alajos Hauszmann.

### El asedio de 1944-45
El castillo de Buda fue el último reducto de las fuerzas del Eje, alemanas que habían ocupado el reino húngaro durante el asedio de Budapest en 1944-1945. Las luchas con armas pesadas y el fuego de la artillería convirtieron el palacio una vez más en un montón de ruinas. Como último recurso, los defensores finalmente intentaron romper el bloqueo soviético, pero fracasaron completamente, dejando un 90% de sus soldados totalmente en las calles cercanas de Buda. Presuntamente los rusos conocían sus planes y se dirigieron inmediatamente con armas pesadas a las posibles vías de escape. Ésta está considerada como una de las catástrofes militares más grandes de la historia húngara por muchos historiadores, comparable a la avanzada rusa al Don en 1943.

### Acceso turístico

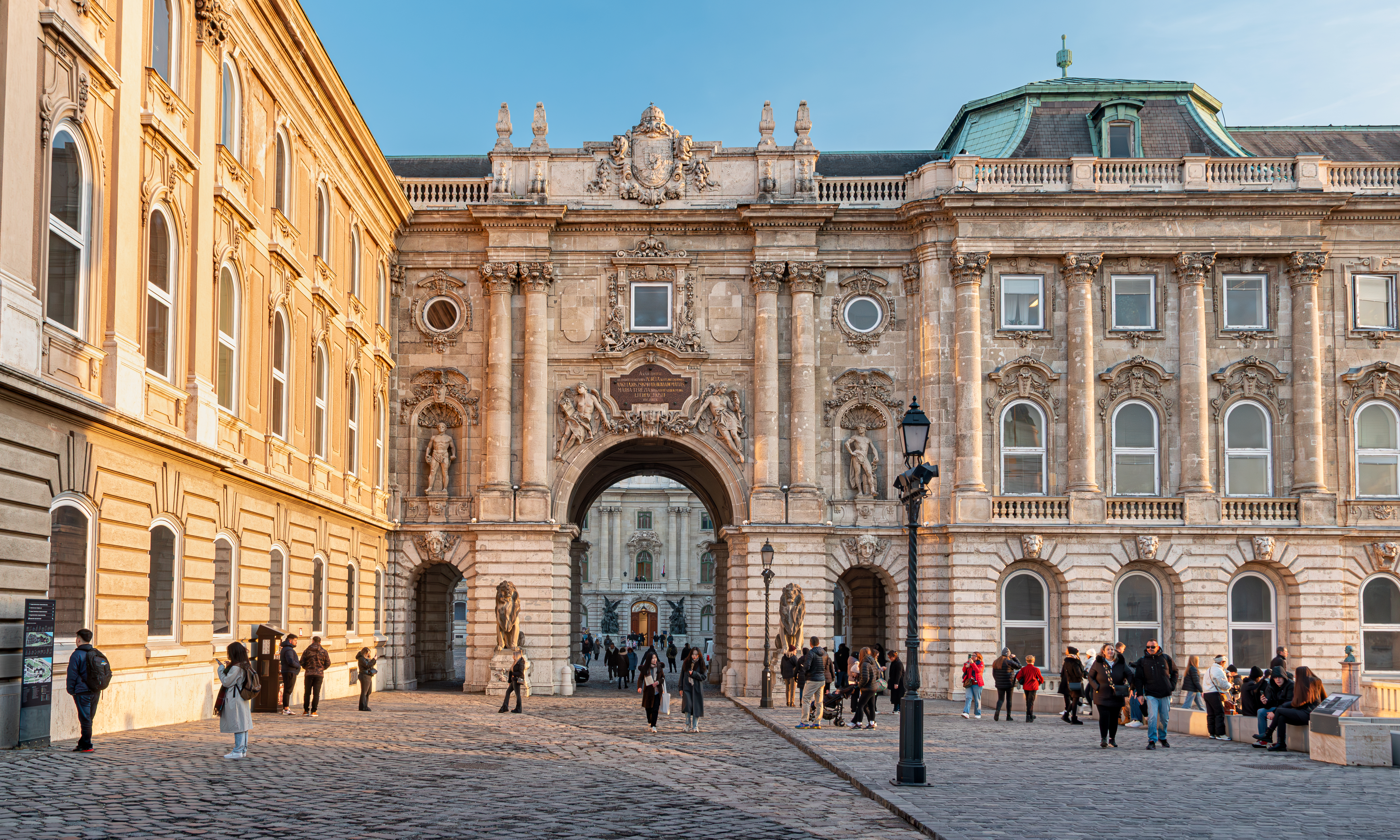
Turistas visitando el lugar

Una de las vías de acceso más sencillas es dirigirse primero hasta la plaza Széll Kálmán (con el metró 2 /rojo o con el tranvía 4/6), y desde ahí subir al autobús 16 que parte desde la calle Várfok Este autobús es conocido como el "várbusz", o en húngaro "el autobús del castillo" y le llevará directamente a la cima del complejo del palacio. Existen unas escaleras mecánicas y un ascensor gratuitos en la parte sur del castillo, a orillas del Danubio, al lado del Bazaar de los jardines del castillo.